# 花山水库 (钟山)
花山水库，位于中国广西壮族自治区钟山县花山瑶族乡境内，是思勤江支流花山河上的一座中型水库。于1975年动工兴建，1983年竣工蓄水。水库控制流域面积76平方千米，库容4349万立方米，水面面积1.78平方千米，回水长5.5千米。主坝为亚黏土心墙砂壳坝，主坝最大坝高49.5米，坝顶长234米，坝顶宽6米。水库具有多年调节功能，以灌溉为主，兼顾发电、防洪。水库直接灌溉农田333公顷。水库电站装机容量2兆瓦，年均发电量350万千瓦时。